# Jeremy Gittins
Phillip Jeremy Gittins (Manchester, Engeland, 30 januari 1956) is een Engels acteur, in Nederland en Vlaanderen vooral bekend geworden door zijn rol als de 'vicar' (dominee) in de Engelse comedyserie Keeping Up Appearances (Schone Schijn). 

## Carrière
Gittins debuteerde in 1980 in een aflevering van de ITV-comedyserie Keep It in the Family. Hij maakte nog enkele gastoptredens in bekende series van die tijd, zoals Doctor Who (1981) en Terry and June (1987), maar kreeg pas in 1988 een vaste rol in de ITV-comedyserie Andy Capp. Hij speelde de rol van Keith, maar de serie duurde maar zes afleveringen. Daarna maakte hij weer gastoptredens in televisieseries. In 1988 was hij bijvoorbeeld te zien in Tales of the Unexpected en in 1989 in Blackadder Goes Forth. 
Tussen 1990 en 1995 was hij 14 keer te zien als de Vicar in Schone Schijn. In de tussentijd dus genoeg tijd voor andere dingen. Daarom deed hij in 1991 mee in de BBC-comedyserie Lazarus & Dingwall, maar ook deze serie duurde maar zes afleveringen.
In 1993 deed hij mee in de televisiefilm Stuck on You, waarin hij de rol van Mike vertolkte. In 1995 speelde hij in een aflevering van de televisieserie The Upper Hand. 
Samen met zijn vrouw maakt Gittins van 1999 reisprogramma's.
In 2001 was hij weer op tv te zien, in de romantische comedy Crush, met Andie MacDowell en Imelda Staunton in de hoofdrollen. Gittins speelde de rol van Mr. Horse. 
De laatste paar jaar speelde hij nog slechts gastrollen in de series als A Touch of Frost, Doctors en het ook in Nederland uitgezonden Footballers' Wives (Noppen & Naaldhakken).

## Filmografie
- Midsomer Murders Televisieserie - Officier (Afl., Shot at Dawn, 2008)
- Mile High Televisieserie - Eerste officier (Episode 2.26, 2005)
- Footballer's Wives televisieserie - Levi (Episode 4.9, 2005)
- Doctors televisieserie - Clifford Durran (Afl., Noughts & Crosses, 2004)
- New Tricks televisieserie - Vic - Speed Dater (Episode 1.4, 2004)
- A Touch of Frost televisieserie - Marcus (Afl., Dancing in the Dark, 2004)
- Crush (2001) - Mr. Horse
- Doctors televisieserie - Matthew Carlton (Afl., Choices, 2000)
- Keeping Up Appearances televisieserie - The Vicar (14 afl., 1990-1995)
- The Upper Hand televisieserie - Dr. Anderson (Afl., Surgical Spirit, 1995)
- Comedy Playhouse televisieserie - Mike (Afl., Stuck on You, 1993)
- Lazarus & Dingwall televisieserie - Gary Bateman (Afl. onbekend, 1991)
- Blackadder Goes Forth televisieserie - Soldaat Tipplewick (Afl., Corporal Punishment, 1989)
- Boon televisieserie - Autoverkoper (Afl., The Fall and Rise of the Bowman Empire, 1989)
- Tales of the Unexpected televisieserie - Dominic (Afl., Wink Three Times, 1988)
- Andy Capp televisieserie - Keith (6 afl., 1988)
- Terry and June televisieserie - Constable Davenport (Afl., The Eye of the Householder, 1987)
- Fresh Fields televisieserie - Floor Manager (Afl., One Damned Ming After Another, 1986)
- Tenko televisieserie - Brian Thomas (Episode 1.2, 1981)
- Doctor Who televisieserie - Lazlo (Afl., Warrior's Gate: Part 1, 1981)
- Keep It in the Family televisieserie - Dave (Afl., And Not a Drop to Drink, 1980)